# Diego Mexía de Zúñiga
Diego Mexía (o Messía) de Zúñiga y Obregón (Lima, ? - † 25 de junio de 1636), catedrático y funcionario colonial criollo de origen castellano que ocupó altos cargos políticos y académicos en el Virreinato del Perú. Rector de la Universidad de San Marcos.

## Biografía
Sus padres fueron el guadalajareño Diego Mexía de Zúñiga, corregidor de Trujillo, y la limeña Inés Arias de Obregón. Cursó estudios de Jurisprudencia en el Colegio Mayor de San Felipe y San Marcos (1611), y luego de optar grados de bachiller y doctor en leyes en la Universidad de San Marcos, se recibió como abogado ante la Audiencia.
Siendo asesor del Cabildo de Lima, se incorporó a la docencia ocupando la cátedra de Vísperas de Leyes, e interinamente la de Instituta (1619), por ausencia del doctor Gutierre Velásquez Altamirano, llegando incluso a ser elegido rector (1625). Tras la muerte de su primera esposa, llegó a recibir las órdenes menores en la capilla del convento franciscano, pero posteriormente fue nombrado corregidor del Cercado (1631), sancionando con penas drásticas los delitos y faltas que allí se cometían.
Falleció afectado por el tifus o tabardillo, siendo nombrado póstumamente (al no tenerse noticia de su deceso) fiscal de la Real Audiencia de México (1637).

## Matrimonios
Contrajo matrimonio en Lima con Mariana de Arriaga y Alarcón, pero ante su fallecimiento (1629), contrajo nuevas nupcias con María de Isázaga (1631), que aportó una dote de 20.000 pesos, pero también falleció al dar a luz una niña (1635).
| Predecesor: Fernando de Guzmán | Rector de la Universidad de San Marcos 1625 - 1627 | Sucesor: Andrés Diez de Abreu |